# King Ping – Tippen Tappen Tödchen
King Ping – Tippen Tappen Tödchen ist eine deutsche Krimikomödie aus dem Jahr 2013. Der Kinostart in Deutschland war am 31. Oktober 2013.

## Handlung
Kommissar Clemens „King“ Frowein aus Wuppertal wird vom Polizeidienst suspendiert. Wenig später realisiert er eine neue Idee und veröffentlicht im Internet eine Website namens bullenjagd.de, auf der Bürger Fotos von Polizisten beim Begehen von Verkehrsdelikten hochladen können. Doch erst als er seiner neuen Arbeit als Pinguinpfleger im Wuppertaler Zoo nachgeht, wird er glücklich. In dem Moment, in dem er glaubt, dass sich sein Leben wieder zum Guten wendet, ereilt ihn die Nachricht, dass einer seiner Ex-Kollegen von der Polizei mit gebrochenem Genick am Ende der Treppe Tippen-Tappen-Tönchen aufgefunden worden ist. Weil Clemens’ Nachfolger Kommissar Elbroich an einen Unfalltod glaubt und King fest von einem Mord überzeugt ist, beginnt er mit der Aufklärung des Falls. Zur Seite steht ihm dabei eine Gruppe etwas schräger Vögel, zu der zwei seiner Arbeitskollegen, der schwule Türsteher Wolfken und die Pathologin Nicole, zählen. Seine Vermutung wird von zwei weiteren mysteriösen Toden der gleichen Art verstärkt. Auf der Suche nach dem Täter begibt sich King immer wieder selbst in Gefahr und gerät ins Visier des Mörders. Nachdem er einer merkwürdigen Sekte auf die Spur gekommen ist, sich in die finsteren Viertel mit den Boxclubs und Kneipen der Stadt begeben hat, stets verfolgt von Lokalreporter Schönfeld, kann er zum Schluss den Mordfall aufklären.

## Hintergrund
King Ping war das Filmdebüt des Produzenten Dirk Michael Häger. Inspiriert für die Filmhandlung wurden er und sein Kollege Christoph Schmidt vom Wappentier des Wuppertaler Zoos, einem Königspinguin, und von den Geschichten von Edgar Wallace, weswegen auch der Täter im Film den Namen „Der Treppenmörder“ trug.
Das Budget des Films belief sich auf ca. 290 000 €.

## Rezeption
Der Film wurde aufgrund seiner innovativen Machart kontrovers aufgenommen: Zwar erhielt King Ping überwiegend positive Kritiken, wusste aber auch häufig zu irritieren. Während Kino.de einen „wilden, selbstbewussten und bizarren Crime Comic“ sieht und ihn als „cool, comichaft, kultig“ lobt, findet Die Welt: „Wirklich rund ist die bizarre Mär um Polizisten, Transvestiten und Lokalkolorit zwar nicht, ganz missen möchte man sie aber auch nicht.“  Auf Moviepilot erreicht er 6,6 von 10 Punkten in der Wertung der Kritiker. Steven Gätjen kritisiert, der „wilde, aber auch wirre Genre-Mix“ habe „seine Macken“, resümiert aber, trotzdem sei King Ping „charmant“ und eine „herrliche Freakshow“. Programmkino.de schätzt den „… anarchischen, improvisierten Charme“ und ist sich sicher, „von Hauptdarsteller Sierk Radzei, der einen tiefenentspannten, Kaffee süchtigen Ex Polizisten gibt, bis hin zu Ärzte-Drummer Bela B., der einmal mehr sein Faible für ungewöhnliche Filmstoffe beweist, haben sämtliche Beteiligte augenscheinlich viel Spaß an den Dreharbeiten gehabt.“ Der Tagesspiegel erkennt in dem „hübschen Genremix“ gar eine „Nummernrevue, die nicht zuletzt etwas Tarantino-haftes hat: mal Deutsche-Provinz-Tarantino, mal Tarantino für Arme. Und das muss man ja auch erst einmal hinbekommen.“ Dem Kinomagazin Cinema macht der „nur so vor schrägen Figuren und anarchischen Einfällen strotzende“ King Ping ganz offenbar Lust auf eine Fortsetzung, denn es will: „Mehr davon“.